# Rennes-le-Château

Rennes-le-Château este o comună în departamentul Aude din sudul Franței. În 1 ianuarie 2022 avea o populație de 87 de locuitori.